# Slow, Deep and Hard
Slow, Deep and Hard (с англ. — «Медленно, глубоко и жёстко») — дебютный студийный альбом Type O Negative, выпущенный в 1991 году на лейбле Roadrunner Records. Рабочее название альбома — «Jesus Looks Like Me», и планировался он как третий альбом Carnivore, предыдущей группы Питера Стила.
Диск представляет собой смесь дум-метала и трэш-метала, построенная на простых гитарных риффах, характерной вокальной технике, близкой к крику, и дополненный характерными для индастриала шумовыми эффектами. На последующих альбомах трэш-метал и индастриал полностью исчезнут. Тем не менее, на первом альбоме Type O Negative уже хорошо видны черты, которые позднее станут визитной карточкой группы: секс, несчастная любовь и смерть как основные темы песен и ироничность текстов.
Название второго трека — «Der Untermensch» (с нем. — «недочеловек»; это слово употребляли нацисты по отношению к тем, кого они считали «низшими расами») — привело к тому, что группу обвиняли в симпатиях к нацизму. На самом деле эта песня — протест против того, что преступники, в том числе наркоторговцы, наживаются на государственных пособиях для бедных. Для Type O Negative политизированные тексты нехарактерны, в отличие от творчества Стила в составе Carnivore, где песни на остросоциальные темы преобладали. В результате во время турне по Европе Type O Negative столкнулись с резкой критикой и акциями протеста со стороны левых организаций.

## Список композиций
| №                   | Название                                                           | Длительность |
| ------------------- | ------------------------------------------------------------------ | ------------ |
| 1.                  | «Unsuccessfully Coping with the Natural Beauty of Infidelity»      | 12:39        |
| 2.                  | «Der Untermensch»                                                  | 8:54         |
| 3.                  | «Xero Tolerance»                                                   | 7:45         |
| 4.                  | «Prelude to Agony»                                                 | 12:14        |
| 5.                  | «Glass Walls of Limbo (Dance Mix)»                                 | 6:41         |
| 6.                  | «The Misinterpretation of Silence and its Disastrous Consequences» | 1:04         |
| 7.                  | «Gravitational Constant: G = 6.67 x 10-8 cm-3 gm-1 sec-2»          | 9:14         |
| Общая длительность: | Общая длительность:                                                | 58:31        |

## Участники записи
- Питер Стил — вокал, бас-гитара
- Кенни Хики — гитара, бэк-вокал
- Джош Сильвер — клавишные, бэк-вокал
- Сол Абрускато — ударные, бэк-вокал